# Monsterhuset
Monsterhuset er en amerikansk animationsfilm fra 2006 instrueret af Gil Kenan. 
Filmen blev nomineret til en Oscar i kategorien Bedste animationsfilm ved Oscaruddelingen 2006.  

## Eksterne links
- Monsterhuset på Internet Movie Database (engelsk)
- Monsterhuset på Filmdatabasen
- Monsterhuset på Scope
- Monsterhuset i Svensk Filmdatabas (svensk)
- Monsterhuset på AlloCiné (fransk)
- Monsterhuset på MovieMeter (nederlandsk)
- Monsterhuset på AllMovie (engelsk)
- Monsterhuset på Turner Classic Movies (engelsk)
- Monsterhuset på The Movie Database (engelsk)
- Monsterhuset på Rotten Tomatoes (engelsk)
- Filmens officielle hjemmeside Arkiveret 8. november 2011 hos  Wayback Machine